# ジョヴァンナ・デリ・アルビッツィ

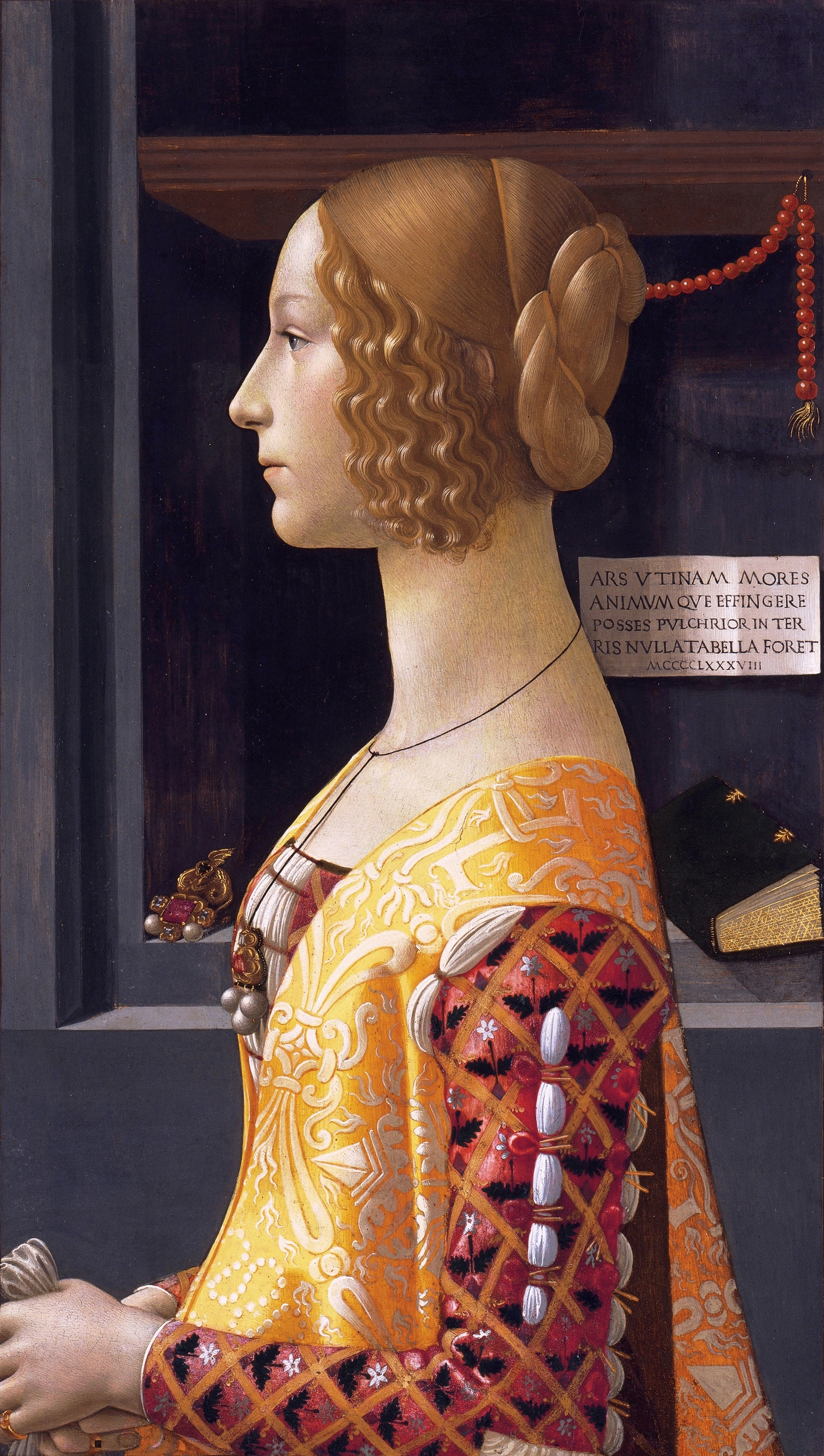
ドメニコ・ギルランダイオの『ジョヴァンナ・トルナブオーニの肖像』。

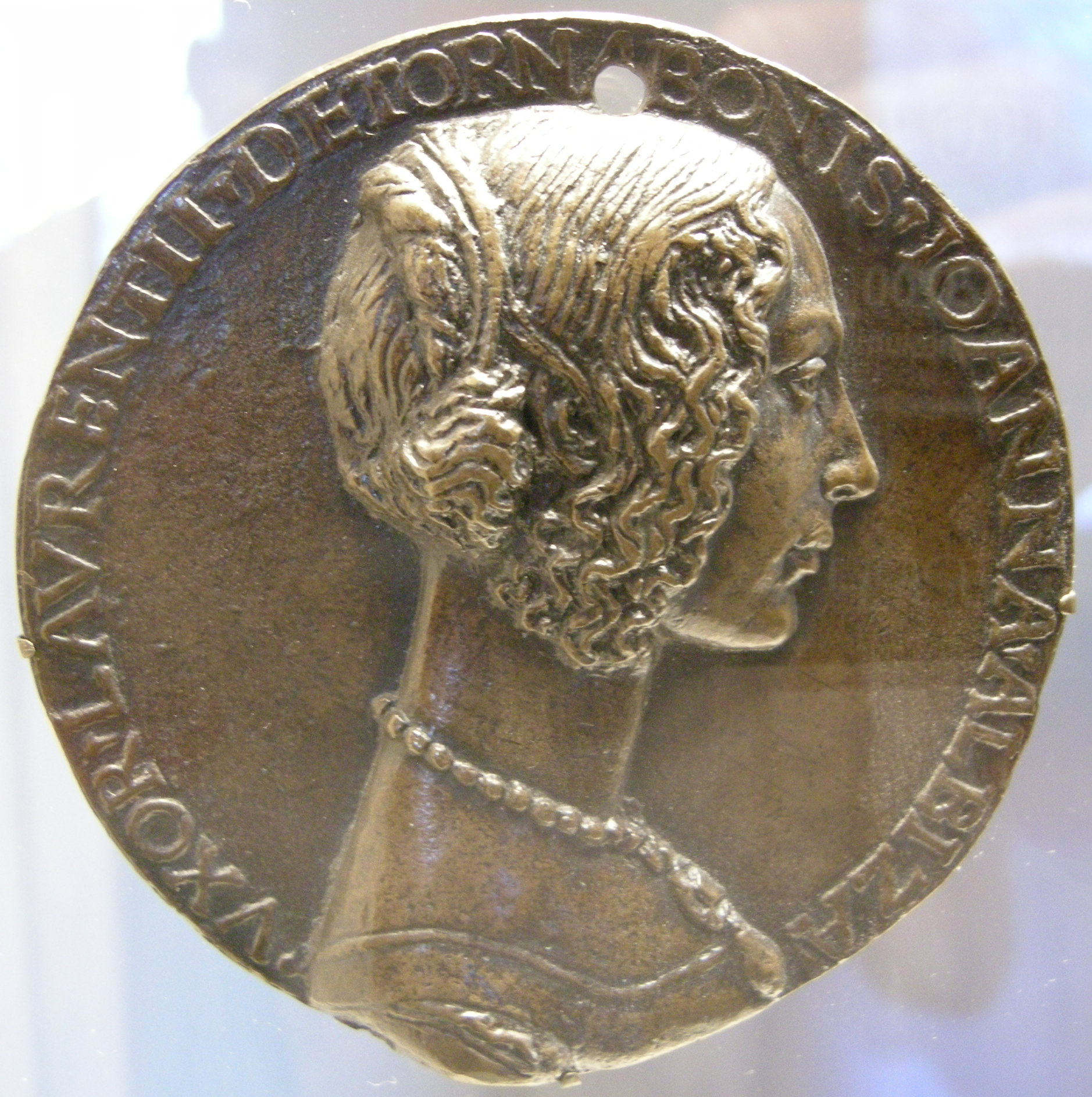
ジョヴァンナのメダル。

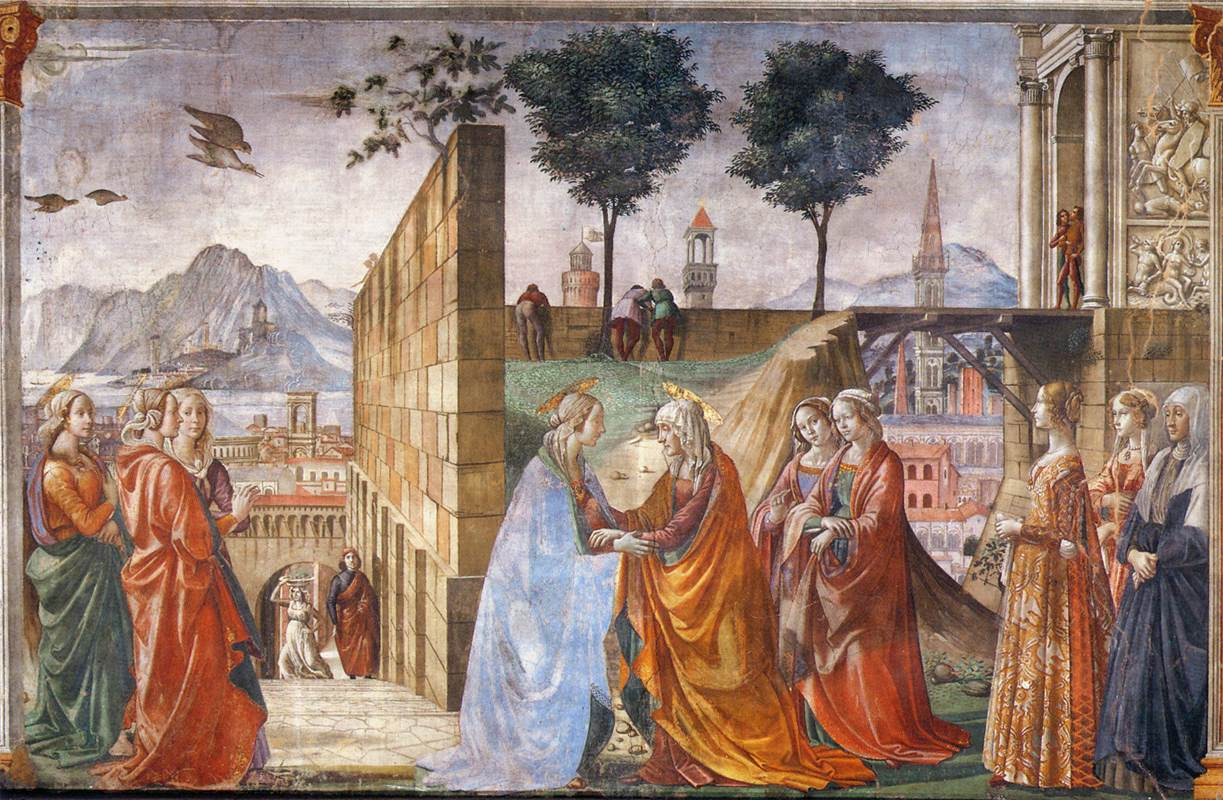
トルナブオーニ礼拝堂のギルランダイオのフレスコ画『聖母のエリザベト訪問』。ジョヴァンナは画面右に描かれている。

ジョヴァンナ・デリ・アルビッツィ（伊: Giovanna degli Albizzi, フィレンツェ, 1468年12月18日-1488年10月7日）は、ルネサンス期のイタリアの女性である。15世紀のフィレンツェの中流上層階級の女性で、ロレンツォ・トルナブオーニと結婚し、画家ドメニコ・ギルランダイオとサンドロ・ボッティチェッリの多数の芸術作品に描かれた。

## 生涯
ジョヴァンナはマソ・デリ・アルヴィツィ（Maso degli Albizi）の娘で、父マソはメディチ家とカテリーナ・ソデリーニ（Caterina Soderini）のかつてのライバルであった。メディチ家と密接な関係にあるトルナブオーニ家の子孫ロレンツォとの結婚は、間接的ではあったが2つの一族の和解を意味した。結婚式は1486年6月15日に行われた。義父のジョヴァンニ・トルナブオーニはロレンツォ・デ・メディチの叔父で、教皇の会計係であり、ロレンツォに次ぐフィレンツェで最も有力な人物であった。結婚式のために、ボッティチェッリはヴィラ・トルナブオーニのロッジアに寓意的なフレスコ画を制作し、そのうちの1つ『若い婦人に贈り物をするヴィーナスと三美神』は花嫁であるジョヴァンナに捧げられた。
ジョヴァンナはトルナブオーニ礼拝堂のフレスコ画でも目立つ位置にあり、1つは『聖母の誕生』（Nascita della Vergine）、もう1つは『聖母のエリザベト訪問』（Visitazione）に描かれている。両方のフレスコ画には、同じ金色のダマスク織の豪華なドレスが描かれているが、袖は異なっている。ギルランダイオはまた、いくつかの肖像画を彼女に捧げた。有名なものの1つは、現在マドリードのティッセン＝ボルネミッサ美術館にあり（おそらく彼女の死後の制作、礼拝堂のフレスコ画と同じカルトンに由来する）、そしてそのうちの1つは東京都八王子市の東京富士美術館に所蔵されている。3番目の工房作は、マサチューセッツ州ウィリアムズタウンのクラーク・アート・インスティテュートに所蔵されている。典型的な彼女の髪型は、うなじに集まったブロンドの髪と顔を縁取る巻き毛として描かれている。
1487年10月11日、19歳のときに最初の子供ジョヴァンニーノ（Giovannino）が生まれた。さらに1年後に2人目を妊娠したが、出産の際に若くして死去し、1488年10月7日にサンタ・マリア・ノヴェッラ教会に埋葬された。